# KS Start Gdynia
El KS Start Gdynia es un equipo de baloncesto polaco que compite en la Polska Liga Koszykówki, la primera división del país. Tiene su sede en la ciudad de Gdynia. Juega los partidos en la Hala GOSiRu.

## Nombres
- Asecco Prokom 2 Gdynia (-2011)
- Start Gdynia (2011-)

## Palmarés
- Liga de Polonia
  - Campeón (0):
  - Subcampeón (0):

- Copa de Polonia
  - Campeón (0):
  - Subcampeón (0):

- Supercopa de Polonia
  - Campeón (0):